# Shigeyoshi Yamatsuta
Shigeyoshi Yamatsuta (山蔦重吉 Yamatsuta Shigeyoshi?,  (10 de octubre de 1887 - 23 de febrero de 1982) fue un practicante de kendo y iaido japonés. Ostentaba los títulos de hanshi maestro de kendo y maestro de iaido. Pertenece a las escuelas de kenjutsu Shinmei Muso Ryu y iaijutsu Muso Shinden Ryu.

## Biografía
Nació como el hijo mayor de una familia agrícola en la ciudad de Iwadeyama, distrito de Tamatsukuri, prefectura de Miyagi. Después de completar la escuela primaria, comenzó a estudiar kendo. En junio de 1906, a los 18 años, se unió al Cuerpo de Infantería de Marina de Yokosuka. En noviembre fue asignado al buque de guerra "Mutsu" y luego sirvió en destructores como el "Kamikaze" y acorazados como el "Sagami". En 1911, fue ascendido a suboficial. En 1914, se embarcó en el buque de guerra "Yakumo" y participó en la guerra entre Japón y Alemania.
En 1914, recibió la Orden del Tesoro Sagrado de séptima clase, en reconocimiento a su servicio durante la guerra entre Japón y Alemania. Comenzó a estudiar iaido seriamente bajo la tutela de Yoshitaro Iijima, un maestro de kendo en el Cuerpo de Infantería de Marina de Yokosuka. En junio de 1917, se embarcó en el buque de entrenamiento "Yakumo" y navegó por la costa de América del Norte, Hawái, las Islas del Pacífico Sur, entre otros lugares. 
En la primavera de 1918, comenzó a trabajar en los astilleros navales de Yokosuka. En mayo de 1921, obtuvo el tercer dan de kendo de la Dai Nippon Butokukai. En noviembre de 1922, pasó a la reserva. En esta época, se dice que ganó el campeonato de kendo de la Base Naval de Yokosuka dos años consecutivos. En 1923, asumió el cargo de instructor de kendo en la Base Naval de Yokosuka y también se unió al dojo Yushinkan de Nakayama Hakudo. En 1925, recibió el certificado de refinamiento en kendo de la Dai Nippon Butokukai. También recibió los títulos y licencias de la escuela Muso Shinmei-ryu de Nakayama Hakudo. Ese mismo año, asumió el puesto de instructor de kendo en la Escuela Secundaria Miura (actualmente Instituto Miura Gakuen).
En 1937, participó en el 22º Torneo Nacional de Kenshi de la Asociación de la Vía Imperial. De entre los 180 participantes de todo el país, llegó a las semifinales (4 personas). Las cuatro personas en las semifinales eran Yoshihisa Ooka (estudiante universitario), Kiyoshi Nakakura (27 años), Bōkichi Suzuki (37 años) y Shigeyoshi Yamatsuta (50 años), siendo Yamatsuta el más veterano. Fue derrotado por Ooka en las semifinales y por Suzuki en la lucha por el tercer lugar, terminando en cuarto lugar.
En 1938, fue ascendido a instructor de kendo y instructor de iaido. En 1940, después de participar en la ceremonia de inauguración del Instituto de Investigación de la Fabricación de Espadas Japonesas, realizó pruebas de corte con una nueva espada en el dojo Ōkura en Kōjimachi, Tokio, cortando cascos de hierro y katanas Aoryu, entre otros. En 1952, con el levantamiento de la ocupación de las fuerzas aliadas, se estableció la Liga de Kendo de Yokosuka y asumió el cargo de vicepresidente.
En 1957, recibió el séptimo dan de kendo y el octavo dan de iaido de la Federación de Kendo de Japón. En 1959, ascendió al título de maestro de iaido. En 1964, ascendió al título de maestro de kendo. En 1966, ascendió al noveno dan de iaido. En 1969, se desempeñó como miembro del comité de establecimiento de iaido de la Federación de Kendo de Japón. En 1971, realizó una demostración de iaido en el 19º Campeonato Nacional de Kendo de Japón. En el mismo año, se erigió una estatua en su honor en el Parque del Castillo en su ciudad natal, Iwadeyama-cho. Continuó practicando kendo hasta los 88 años y iaido hasta los 93 años. Falleció el 23 de febrero de 1982, a los 94 años de edad.